# Quasibradleya
Quasibradleya is een geslacht van kreeftachtigen uit de klasse van de Ostracoda (mosselkreeftjes).

## Soorten
- Quasibradleya cuneazea (Hornibrook, 1952) Ayress, 1993
- Quasibradleya dictyonites (Benson, 1972) Howe & Mckenzie, 1989 †
- Quasibradleya elongata Howe & Mckenzie, 1989
- Quasibradleya guangdongensis Gou in Gou, Zheng & Huang, 1983 †
- Quasibradleya janjukiana McKenzie, Reyment & Reyment, 1991 †
- Quasibradleya momitea McKenzie, Reyment & Reyment, 1993 †
- Quasibradleya paradictyonites Benson, 1972
- Quasibradleya plicocarinata Benson, 1972
- Quasibradleya prodictyonites Benson, 1972
- Quasibradleya pyxos Neil, 1994 †